# Leynar Gómez
Leynar Alonso Gómez Prendas (Puntarenas, 13 de junio de 1983) es un actor costarricense de teatro, cine y televisión. Es conocido por sus papeles como Elías en la película Puerto Padre (2013) del director costarricense Gustavo Fallas, Jason en la película Presos, de Esteban Ramírez, y de Jhon Burgos, alias: «El Limón», lugarteniente y último guardaespaldas de Pablo Escobar en la serie Narcos de Netflix.
En el año 2017 gana el Premio Iberoamericano de Cine Fénix al mejor emsamble actoral con el elenco de la segunda temporada de la serie Narcos. Trabajaba como asistente administrativo en el Colegio Científico Costarricense Sede del Pacífico. 
Ha trabajado con organizaciones sociales incluyendo a la UNICEF para promover valores en la juventud y la prevención del uso de drogas en las costas de Costa Rica.